# Pissin' Razorbladez
Pissin' Razorbladez è il primo album in studio realizzato dal disc jockey e produttore discografico olandese Angerfist.

## Tracce

### Disco 1
1. Intro
2. Chaos and Evil
3. Dortmund´05
4. The Driller Killer
5. Kidnapped Redneck
6. Cannibal
7. End
8. Dance with the Wolves
9. Stainless Steel
10. The Fastlane
11. A Touch of Insanity
12. My Critic Fetish
13. Penis Enlargement (2nd Edit) (con Akira)
14. Dead Man Walking
15. Pissin' Razorbladez
16. Yes
17. Spit on You

### Disco 2
1. Raise Your Fist
2. Take U Back
3. Necroslave
4. The World Will Shiver (T-Junction, Rudeboy Remix)
5. Criminally Insane
6. Maniac Killa
7. Twisting My Mind
8. Dominator (Outblast, Angerfist Remix)
9. B.A.M.M. (Dr. Z-Vago Remix)
10. Fuck Off
11. With the Fresh Style
12. Killerfist (Akira HKViolence Remix)
13. Fuck the Promqueen
14. Nothing But the Darkside